# Jeronim Filipović
Fra Jeronim Filipović (Proslap, Rama, 1686.  –  Sinj, 1765.) hrvatski katolički pisac, prosvjetitelj, profesor, provincijal.

## Životopis
Jeronim Filipović rođen u Proslapu u Rami. Kao dojenče s majkom je iz Rame izbjegao u Sinj. U sinjskom franjevačkom samostanu školovao se i 1706. stupio u Franjevački red. Bogosloviju je studirao u Makarskoj 1707. – 1710. te u Perugi. Za svećenika je zaređen potkraj 1714. U Rimu je studirao pravo. Filozofiju je predavao u Perugi i Firenci. Bio je profesor teologije. Teologiju je predavao 1721. – 1724. u bogoslovnoj školi u samostanu sv. Lovre u Šibeniku. Bio je lektor u Budimu (1732. – 1734.). Bio prvi starješina Provincije sv. Kaja (poslije Provincija Presvetog Otkupitelja) 1734. – 1738. godine. Tečaj niže teologije 1736. iz Šibenika premjestio je u Makarsku a učilište u Šibeniku postalo je Generalno učilište 1. razreda. U franjevačkom samostanu u Sinju od 1742. do 1745. bio je lektor filozofije. Od 1751. do 1754. godine po drugi put obnašao je dužnost provincijala, a po svršetku te službe ostao je u samostanu u Dobrome u Splitu. Bio je generalni pohoditelj Provincije Bosne Srebrene 1726, bugarske provincije 1734. i 1757. Provincije Presvetog Otkupitelja, a 1755. kao izaslanik generala Reda Bernardina a Terlitio u Bosni. Godine 1757. utjecao je na odluku o ustanovljenju Provincije sv. Ivana Kapistranskog. Bio vrstan, propovjednik, prosvjetitelj i katolički pisac. 
Najpoznatiji su hrvatski pisci iz XVIII. stoljeća: fra Lovre Šitović († 1729.), fra Toma Babić († 1750.), fra Andrija Kačić († 1760.), fra Jeronim Filipović († 1765.), fra Petar Knežević († 1768.) i drugi. Mnoga filozofska i teološka djela fra Jeronima Filipovića uništilo je vrijeme.
Pokopan je u samostanskoj crkvi u Sinju.

## Djela
- Pripovidagnie nauka karstjanskoga, 1–3. Po Simunu Occhi. U Mletczii 1750, 1759, 1765.
- Put križa. Budim 1830.
- Propoviedi o nauku kršćanskom. Od o. Jeronima Filipovića, franjevca iz Rame u Bosni, 1–8. Sarajevo 1886–1892.